# TOBACCO Theater

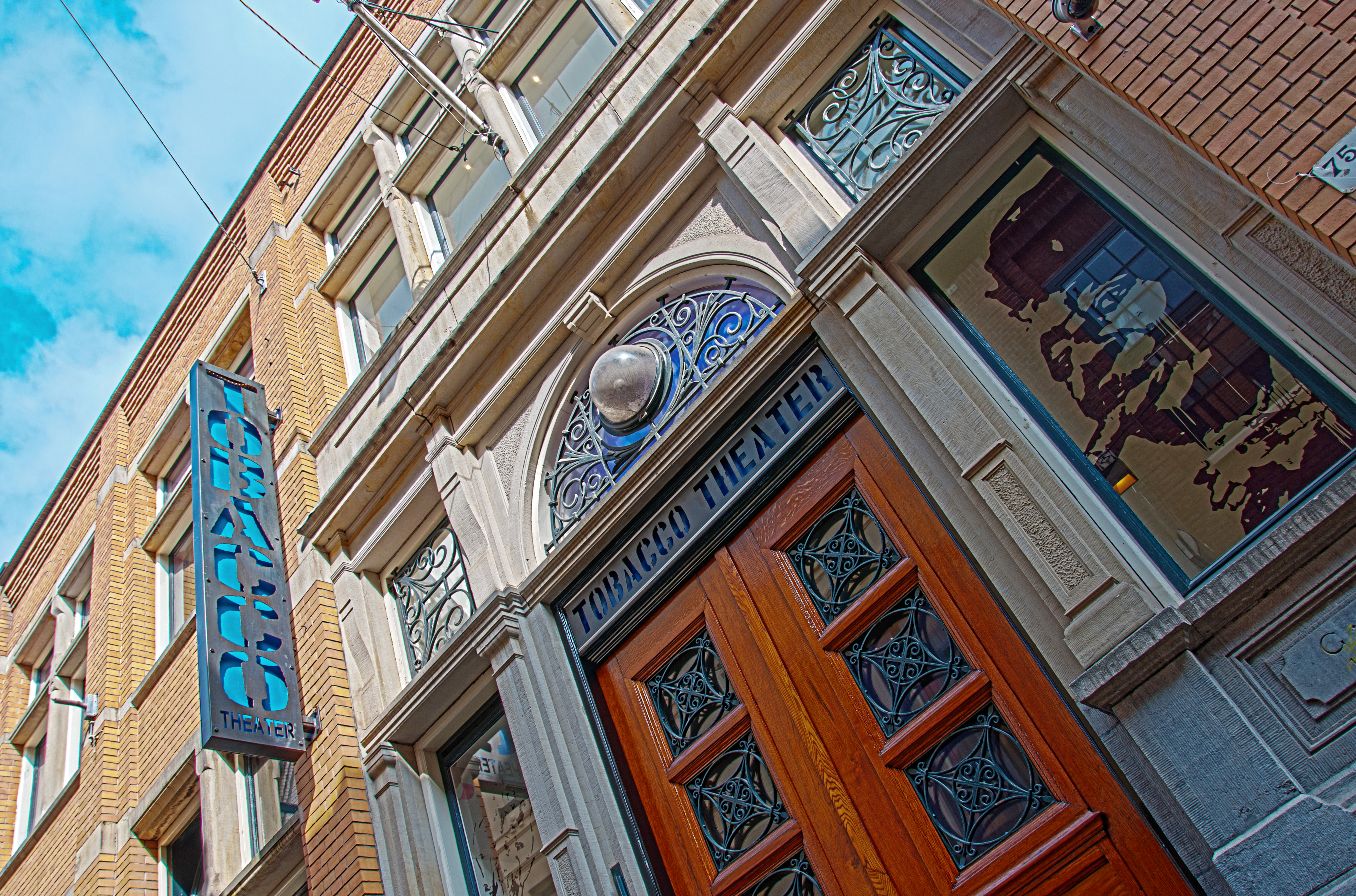
voorgevel Tobacco Theater Amsterdam

Het Tobacco Theater is een rijksmonument, gevestigd aan de "theaterstraat" Nes in Amsterdam (oneven huisnummers 75 tot en met 87).
Het pand was oorspronkelijk, evenals andere gebouwen in de Nes zoals het Comedy Theater, Theater De Engelenbak en Frascati, een tabaksfabriek. Door de scheef opgestelde raampartijen viel er veel licht in het gebouw wat de groei van de tabaksplanten bevorderde. Ook was er in de panden in het begin van de twintigste eeuw de tabaksveiling gevestigd in een van de grote ruimtes waarvan de ramen op het noorden gericht zijn zodat de potentiële kopers de beste lichtval hadden om de kwaliteit van de tabaksbladeren te kunnen beoordelen. Nadat de tabaksindustrie verdween vestigde het veilingbedrijf Mak van Waay zich in het pand en organiseerde er veilingen tot in de jaren zestig.
Hierna werd er een theater in gevestigd onder de naam Cosmic Theater. Na de aankoop van het theater door een evenementenbureau en een uitgebreide renovatie in 2010 werd de naam gewijzigd en sindsdien vinden er theatervoorstellingen en culturele evenementen plaats.